# Gato Van Turco

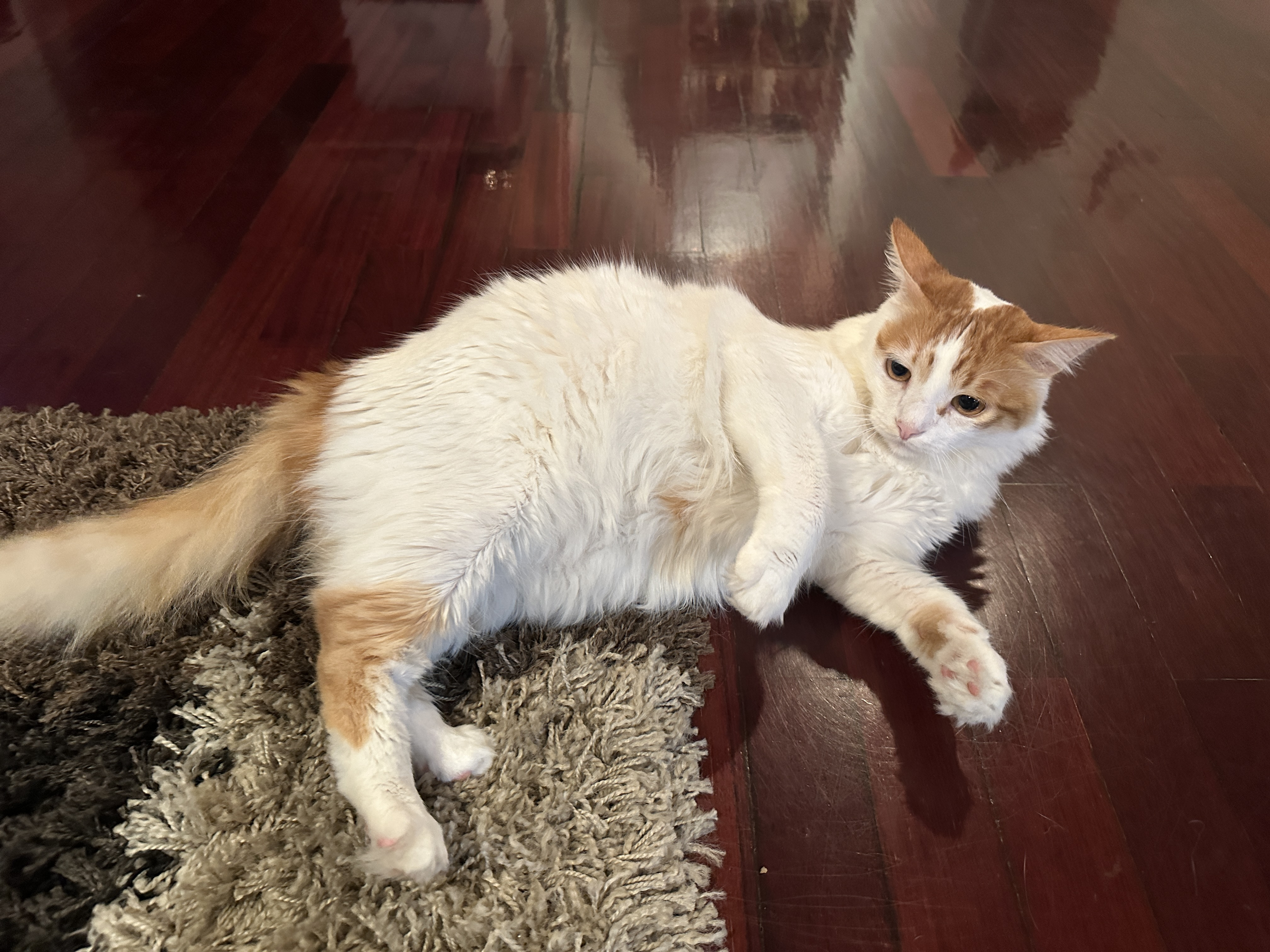
Un gato Van armenio con ojos de color ámbar

El gato Van o Van armenio (en turco: Van kedisi; en armenio: Վանա կատու) es una raza de gatos originaria de la región del lago de Van, sudeste de Turquía. En 1955 se exportaron varios ejemplares a Inglaterra y la raza fue reconocida en 1969. Sin embargo, Estados Unidos no considera al Gato de Van como raza oficial.
A pesar de su similitud en el nombre, debe confundirse con la raza llamada “Turco de Van o Van Turco”, creada recientemente.

## Descripción
Los gatos de Van llevan miles de años viviendo en esta región, tal como lo demuestran numerosas referencias a los gatos con “cola de anillo” a lo largo de la historia. Se han encontrado representaciones de gatos con el clásico rabo blanco con anillos pelirrojos en joyas hititas. En unas excavaciones arqueológicas se encontraron armaduras y banderas, fechadas en la ocupación de Armenia por los romanos, en las que se ve un gato blanco de gran tamaño con anillos en la cola.
El número de gatos de Van ha disminuido de forma alarmante. En 1992 solo se encontraron 92 ejemplares puros en su zona natural. Antaño había uno en casi todos los hogares. Los habitantes de la región les llaman “Pisik” y se les considera como parte de la familia.
Son gatos inteligentes, limpios, a los que les encanta jugar. Una de sus características es el color de los ojos. Pueden tener ambos ojos azules, ambos ojos de color ámbar y, finalmente, un ojo de cada color. Otra peculiaridad del gato de Van es que no le disgusta el agua.
El pelaje es el rasgo más destacado de este gato. El extremo clima de la región oriental de Anatolia durante todo el año parece haber diseñado la capa del gato con el tiempo. Anatolia oriental es montañosa, y el lago Van se asienta a los 1600 m. sobre el nivel del mar. La zona se enfrenta a temperaturas tan extremas durante las temporadas de verano e invierno, que es casi inhóspito. Tiene el pelo semi-largo, es gruesa en invierno, pero muy suave, como de piel de conejo o de cachemir. Durante los meses de primavera y verano, cuando se vuelve extremadamente caliente, el pelo largo es cambiado por pelo más corto que conserva la sensación de cachemira. El pelo de la cola es largo todo el año y tiene la apariencia de un cepillo para botellas. 
Este gato es moderadamente largo y sus patas traseras son ligeramente más largas que sus patas delanteras. Estos gatos son grandes y musculosos y tienen el cuello corto. Los machos pueden pesar 7 kg, mientras que las hembras tienden a ser algo más ligeras de peso, de 5 a 6 kg. Tardan hasta 3 años para alcanzar su plena madurez sexual. Pueden llegar a un metro de largo desde el hocico hasta la punta de la cola.

## Características
- Origen: El gato de Van se desarrolló naturalmente en la aislada región que rodea al lago Van. En 1955 se exportaron varios ejemplares a Inglaterra y la raza fue reconocida en 1969, sin embargo Estados Unidos no reconoce al Gato Van como raza oficial.

- Morfología: Tamaño medio, musculoso. Cabeza triangular, con orejas grandes y muy peludas. Ojos ovalados y en posición ligeramente oblicua, de color ámbar, azules o heterocromáticos.

- Manto: Pelo de longitud media, sedoso y sin lana inferior. El color de fondo es blanco. Cola y manchas de la cara de color castaño, rojizo o crema.

- Carácter: Muy temperamental, activo juguetón y curioso. Puede convivir con otros gatos, pero le gusta ser él quien lleve la voz cantante. Les gusta el agua y no tienen ningún problema en meterse en ella.

- Adecuado para: Personas que deseen tener un gato un poco tozudo y que se puedan adaptar a él. Necesita una dedicación incondicional.

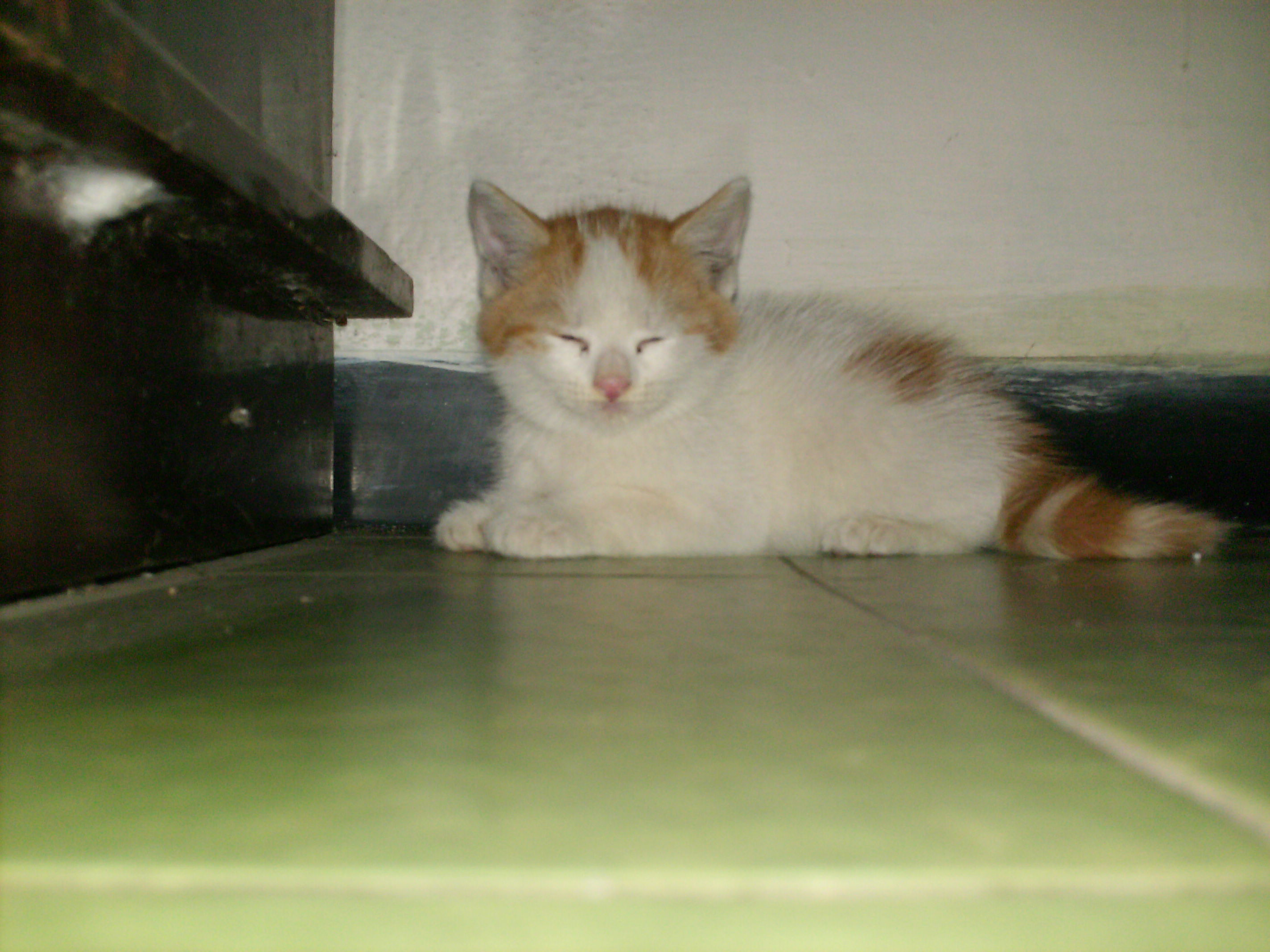
Gato Van Turco de 1 mes.

 Una característica del gato Van es que si lleva mucho tiempo sin su dueño puede sufrir de una depresión severa.
El gato Van también es conocido por la diferencia en su cola, algunos tipos son esponjados y otros son lisos.